# Mistrzostwa świata par na żużlu
Mistrzostwa świata par na żużlu – rozgrywki żużlowe prowadzone przez Międzynarodową Federację Motocyklową w latach 1970–1993.
Po raz pierwszy międzynarodowe rozgrywki par przeprowadzono w 1968 roku w niemieckim Kempten, zawody nie miały jednak rangi mistrzostw. Najlepsi byli Szwedzi, przed Brytyjczykami i Norwegami. Kolejne nieoficjalne zawody w Sztokholmie w 1969 roku zwyciężyła para Nowej Zelandii, drudzy byli Szwedzi, a trzeci Brytyjczycy.
W 1994 roku przeprowadzono reorganizację międzynarodowych rozgrywek mistrzowskich – zlikwidowano drużynowe mistrzostwa świata w dotychczasowej formie, de facto nadając tę nazwę mistrzostwom par. Do 1998 roku żużlowe duety walczyły więc o medale jako drużyny narodowe, a oddzielne rozgrywki par zostały zaniechane.
W latach 2018–2022 rozgrywane były mistrzostwa świata pod nazwą Speedway of Nations. Drużyny narodowe rywalizowały w formie par (w latach 2019–2021 z obowiązkowym startem rezerwowego), jednakże zwycięzcy otrzymywali tytuł Drużynowych Mistrzów Świata, taki sam, jak wcześniej zwycięzcy, rozgrywanego w latach 2001–2017, drużynowego Pucharu Świata, będącego kontynuacją drużynowych mistrzostw świata, organizowanych od 1960 roku. W 2020 roku poinformowano, że DPŚ będzie ponownie organizowany, co trzy lata, od 2023 roku, natomiast w pozostałych latach rozgrywany będzie turniej Speedway of Nations.

## Medaliści
| Rok                                | Miejsce    | Złoto                                                            | Srebro                                                           | Brąz                                                            |
| ---------------------------------- | ---------- | ---------------------------------------------------------------- | ---------------------------------------------------------------- | --------------------------------------------------------------- |
| Międzynarodowe mistrzostwa par FIM |            |                                                                  |                                                                  |                                                                 |
| 1968                               | Kempten    | Szwecja · Ove Fundin · Torbjörn Harrysson                        | Wielka Brytania · Geoff Mudge · Ray Wilson                       | Norwegia · Odd Fossengen · Øyvind Sandem Berg                   |
| 1969                               | Sztokholm  | Nowa Zelandia · Ivan Mauger · Bob Andrews                        | Szwecja · Ove Fundin · Göte Nordin                               | Anglia · Nigel Boocock · Martin Ashby                           |
| Mistrzostwa świata par             |            |                                                                  |                                                                  |                                                                 |
| 1970                               | Malmö      | Nowa Zelandia · Ivan Mauger · Ronnie Moore                       | Szwecja · Ove Fundin · Bengt Jansson                             | Anglia · Nigel Boocock · Eric Boocock                           |
| 1971                               | Rybnik     | Polska · Andrzej Wyglenda · Jerzy Szczakiel                      | Nowa Zelandia · Ivan Mauger · Barry Briggs                       | Szwecja · Anders Michanek · Bernt Persson                       |
| 1972                               | Borås      | Anglia · Ray Wilson · Terry Betts                                | Nowa Zelandia · Ivan Mauger · Ronnie Moore                       | Szwecja · Bernt Persson · Hans Holmqvist                        |
| 1973                               | Borås      | Szwecja · Anders Michanek · Tommy Jansson                        | Dania · Ole Olsen · Kurt Bøgh                                    | Polska · Zenon Plech · Zbigniew Marcinkowski                    |
| 1974                               | Manchester | Szwecja · Anders Michanek · Sören Sjösten                        | Australia · John Boulger · Phil Crump                            | Nowa Zelandia · Barry Briggs · Ivan Mauger                      |
| 1975                               | Wrocław    | Szwecja · Anders Michanek · Tommy Jansson                        | Polska · Edward Jancarz · Piotr Bruzda                           | Dania · Ole Olsen · Jan Henningsen                              |
| 1976                               | Eskilstuna | Anglia · John Louis · Malcolm Simmons                            | Dania · Ole Olsen · Finn Thomsen                                 | Szwecja · Bengt Jansson · Bernt Persson                         |
| 1977                               | Manchester | Anglia · Peter Collins · Malcolm Simmons                         | Szwecja · Anders Michanek · Bernt Persson                        | RFN · Egon Müller · Hans Wassermann                             |
| 1978                               | Chorzów    | Wielka Brytania · Malcolm Simmons · Gordon Kennett               | Nowa Zelandia · Ivan Mauger · Larry Ross                         | Dania · Ole Olsen · Finn Thomsen                                |
| 1979                               | Vojens     | Dania · Ole Olsen · Hans Nielsen                                 | Wielka Brytania · Malcolm Simmons · Michael Lee                  | Polska · Edward Jancarz · Zenon Plech                           |
| 1980                               | Krško      | Wielka Brytania · Dave Jessup · Peter Collins                    | Polska · Edward Jancarz · Zenon Plech                            | Dania · Ole Olsen · Hans Nielsen                                |
| 1981                               | Chorzów    | Stany Zjednoczone · Bruce Penhall · Bobby Schwartz               | Nowa Zelandia · Ivan Mauger · Larry Ross                         | Polska · Zenon Plech · Edward Jancarz                           |
| 1982                               | Liverpool  | Stany Zjednoczone · Bobby Schwartz · Dennis Sigalos              | Wielka Brytania · Kenny Carter · Peter Collins                   | Dania · Hans Nielsen · Ole Olsen                                |
| 1983                               | Göteborg   | Wielka Brytania · Kenny Carter · Peter Collins                   | Australia · Billy Sanders · Gary Guglielmi                       | Dania · Hans Nielsen · Erik Gundersen                           |
| 1984                               | Lonigo     | Wielka Brytania · Chris Morton · Peter Collins                   | Dania · Hans Nielsen · Erik Gundersen                            | Nowa Zelandia · Ivan Mauger · Mitch Shirra                      |
| 1985                               | Rybnik     | Dania · Erik Gundersen · Tommy Knudsen                           | Wielka Brytania · Kenny Carter · Kelvin Tatum                    | Stany Zjednoczone · Bobby Schwartz · Shawn Moran                |
| 1986                               | Pocking    | Dania · Hans Nielsen · Erik Gundersen                            | Stany Zjednoczone · Kelly Moran · Sam Ermolenko                  | Czechosłowacja · Antonín Kasper · Roman Matoušek                |
| 1987                               | Pardubice  | Dania · Hans Nielsen · Erik Gundersen                            | Wielka Brytania · Kelvin Tatum · Simon Wigg                      | Stany Zjednoczone · Sam Ermolenko · Kelly Moran                 |
| 1988                               | Bradford   | Dania · Hans Nielsen · Erik Gundersen                            | Wielka Brytania · Kelvin Tatum · Simon Wigg                      | Stany Zjednoczone · Shawn Moran · Sam Ermolenko                 |
| 1989                               | Leszno     | Dania · Hans Nielsen · Erik Gundersen                            | Szwecja · Jimmy Nilsen · Per Jonsson                             | Wielka Brytania · Kelvin Tatum · Paul Thorp                     |
| 1990                               | Landshut   | Dania · Jan Osvald Pedersen · Hans Nielsen                       | Australia · Todd Wiltshire · Leigh Adams                         | Węgry · Zoltán Adorján · Sándor Tihanyi                         |
| 1991                               | Poznań     | Dania · Hans Nielsen · Jan Osvald Pedersen · Tommy Knudsen       | Szwecja · Henrik Gustafsson · Per Jonsson · Jimmy Nilsen         | Norwegia · Lars Gunnestad · Einar Kyllingstad · Tor Einar Hielm |
| 1992                               | Lonigo     | Stany Zjednoczone · Sam Ermolenko · Ronnie Correy · Greg Hancock | Wielka Brytania · Gary Havelock · Kelvin Tatum · Martin Dugard   | Szwecja · Per Jonsson · Henrik Gustafsson · Tony Rickardsson    |
| 1993                               | Vojens     | Szwecja · Tony Rickardsson · Per Jonsson · Henrik Gustafsson     | Stany Zjednoczone · Ronnie Correy · Sam Ermolenko · Greg Hancock | Dania · Hans Nielsen · Tommy Knudsen · Brian Karger             |

## Klasyfikacja medalowa
Poniższe zestawienia obejmują medalistów począwszy od roku 1970.

### Według państw
Stan po sezonie 1993
| Lp. | Państwo           | Złoto | Srebro | Brąz | Razem |
| --- | ----------------- | ----- | ------ | ---- | ----- |
| 1.  | Dania             | 8     | 3      | 6    | 17    |
| 2.  | Wielka Brytania   | 7     | 6      | 2    | 15    |
| 3.  | Szwecja           | 4     | 4      | 4    | 12    |
| 4.  | Stany Zjednoczone | 3     | 2      | 3    | 8     |
| 5.  | Nowa Zelandia     | 1     | 4      | 2    | 7     |
| 6.  | Polska            | 1     | 2      | 3    | 6     |
| 7.  | Australia         | –     | 3      | –    | 3     |
| 8.  | RFN               | –     | –      | 1    | 1     |
| 8.  | Czechosłowacja    | –     | –      | 1    | 1     |
| 8.  | Węgry             | –     | –      | 1    | 1     |
| 8.  | Norwegia          | –     | –      | 1    | 1     |

### Według zawodników
Stan po sezonie 1993
Tabela obejmuje pierwszą 10. najbardziej utytułowanych zawodników.
| Lp. | Zawodnik            | Państwo           | Lata      | Złoto | Srebro | Brąz | Razem |
| --- | ------------------- | ----------------- | --------- | ----- | ------ | ---- | ----- |
| 1.  | Hans Nielsen        | Dania             | 1979–1993 | 7     | 1      | 4    | 12    |
| 2.  | Erik Gundersen      | Dania             | 1983–1989 | 5     | 1      | 1    | 7     |
| 3.  | Peter Collins       | Wielka Brytania   | 1977–1984 | 4     | 1      | –    | 5     |
| 4.  | Anders Michanek     | Szwecja           | 1971–1977 | 3     | 1      | 1    | 5     |
| 5.  | Malcolm Simmons     | Wielka Brytania   | 1976–1979 | 3     | 1      | –    | 4     |
| 6.  | Bobby Schwartz      | Stany Zjednoczone | 1981–1985 | 2     | –      | 1    | 3     |
| 6.  | Tommy Knudsen       | Dania             | 1985–1993 | 2     | –      | 1    | 3     |
| 8.  | Tommy Jansson       | Szwecja           | 1973–1975 | 2     | –      | –    | 2     |
| 8.  | Jan Osvald Pedersen | Dania             | 1990–1991 | 2     | –      | –    | 2     |
| 10. | Ivan Mauger         | Nowa Zelandia     | 1970–1984 | 1     | 4      | 2    | 7     |

## Reprezentacje występujące w mistrzostwach
Legenda
- – mistrzostwo
- – wicemistrzostwo
- – trzecie miejsce
- 4–9 – miejsca 4–9
- •  – nie zakwalifikowali się do finału
- ••  – zgłoszeni do rozgrywek, ale nie wystąpili lub wycofali się
- –  – nie brali udziału
- – gospodarz finału

| Reprezentacja     | 1970 (7)                                                 | 1971 (7) | 1972 (7) | 1973 (7) | 1974 (7) | 1975 (7) | 1976 (7) | 1977 (7) | 1978 (7)                                                                                       | 1979 (7) | 1980 (7) | 1981 (7) | 1982 (7) | 1983 (7) | 1984 (7) | 1985 (7) | 1986 (9) | 1987 (9) | 1988 (9) | 1989 (9) | 1990 (9) | 1991 (7)                                                 | 1992 (7)                                               | 1993 (7) |
| ----------------- | -------------------------------------------------------- | -------- | -------- | -------- | -------- | -------- | -------- | -------- | ---------------------------------------------------------------------------------------------- | -------- | -------- | -------- | -------- | -------- | -------- | -------- | -------- | -------- | -------- | -------- | -------- | -------------------------------------------------------- | ------------------------------------------------------ | -------- |
| Australia         | •                                                        | •        | •        | •        | Silver   | 5        | 4        | 7        | •                                                                                              | 4        | •        | •        | 4        | Silver   | 5        | 6        | 9        | 7        | •        | •        | Silver   | •                                                        | 7                                                      | 6        |
| Austria           | •                                                        | 7        | •        | •        | •        | 7        | •        | •        | •                                                                                              | •        | •        | •        | •        | •        | •        | •        | •        | •        | •        | •        | •        | •                                                        | •                                                      | •        |
| Czechy            | 5                                                        | 4        | 5        | 6        | 7        | –        | –        | 4        | 4                                                                                              | •        | •        | 4        | 7        | •        | 6        | •        | Bronze   | 5        | •        | 7        | 7        | 5                                                        | •                                                      | 6        |
| Dania             | 7                                                        | •        | •        | Silver   | •        | Bronze   | Silver   | •        | Bronze                                                                                         | Gold     | Bronze   | 5        | Bronze   | Bronze   | Silver   | Gold     | Gold     | Gold     | Gold     | Gold     | Gold     | Gold                                                     | 5                                                      | Bronze   |
| Finlandia         | –                                                        | –        | –        | –        | –        | •        | •        | 6        | •                                                                                              | 7        | 6        | •        | 5        | •        | •        | •        | •        | 6        | •        | 5        | •        | •                                                        | •                                                      | •        |
| Jugosławia        | 6                                                        | 6        | •        | •        | •        | •        | –        | –        | •                                                                                              | •        | 7        | •        | •        | •        | •        | •        | •        | •        | •        | •        | •        | •                                                        | Istnienie reprezentacji zakończone rozpadem Jugosławii |          |
| Niemcy            | •                                                        | –        | •        | –        | •        | 6        | •        | Bronze   | 6                                                                                              | •        | •        | 7        | •        | 6        | •        | •        | 6        | •        | 8        | 4        | 9        | 4                                                        | •                                                      | •        |
| Norwegia          | •                                                        | •        | •        | 5        | •        | •        | •        | •        | •                                                                                              | •        | •        | •        | •        | •        | •        | •        | •        | •        | •        | •        | •        | Bronze                                                   | •                                                      | •        |
| Nowa Zelandia     | Gold                                                     | Silver   | Silver   | 7        | Silver   | •        | 5        | 5        | Silver                                                                                         | 6        | 5        | Silver   | 6        | 7        | Bronze   | 4        | 5        | 4        | 4        | •        | 5        | •                                                        | 6                                                      | •        |
| Polska            | ••                                                       | Gold     | 5        | Bronze   | 5        | Silver   | 7        | •        | 5                                                                                              | Bronze   | Silver   | Bronze   | •        | •        | •        | 7        | •        | 9        | 9        | 9        | •        | 7                                                        | •                                                      | 5        |
| Rosja             | –                                                        | –        | –        | 4        | 6        | –        | –        | –        | –                                                                                              | ••       | –        | –        | –        | –        | –        | –        | –        | –        | –        | •        | •        | •                                                        | •                                                      | •        |
| Stany Zjednoczone | –                                                        | –        | –        | –        | –        | –        | –        | –        | –                                                                                              | 5        | •        | Gold     | Gold     | 4        | 4        | Bronze   | Silver   | Bronze   | Bronze   | •        | 6        | •                                                        | Gold                                                   | Silver   |
| Szkocja           | 4                                                        | 5        | •        | •        | •        | –        | 6        | –        | Szkocja, będąc częścią Wielkiej Brytanii, na skutek decyzji FIM straciła prawo osobnego startu |          |          |          |          |          |          |          |          |          |          |          |          |                                                          |                                                        |          |
| Szwecja           | Silver                                                   | Bronze   | 4        | Gold     | Gold     | Gold     | Bronze   | Silver   | 7                                                                                              | •        | 4        | •        | •        | 5        | •        | 5        | 4        | •        | 5        | Silver   | 4        | Silver                                                   | Bronze                                                 | Gold     |
| Węgry             | –                                                        | –        | 7        | •        | •        | •        | •        | •        | •                                                                                              | •        | •        | •        | •        | •        | •        | •        | •        | •        | 6        | 6        | Bronze   | •                                                        | •                                                      | 7        |
| Wielka Brytania   | Bronze                                                   | •        | Gold     | •        | 4        | 4        | Gold     | Gold     | Gold                                                                                           | Silver   | Gold     | 6        | Silver   | Gold     | Gold     | Silver   | 7        | Silver   | Silver   | Bronze   | 8        | •                                                        | Silver                                                 | 4        |
| Włochy            | •                                                        | •        | –        | –        | •        | •        | •        | •        | •                                                                                              | •        | •        | •        | •        | •        | 7        | •        | 8        | 8        | 7        | 8        | •        | 6                                                        | 4                                                      | •        |
| Reprezentacja     | 1970 (7)                                                 | 1971 (7) | 1972 (7) | 1973 (7) | 1974 (7) | 1975 (7) | 1976 (7) | 1977 (7) | 1978 (7)                                                                                       | 1979 (7) | 1980 (7) | 1981 (7) | 1982 (7) | 1983 (7) | 1984 (7) | 1985 (7) | 1986 (9) | 1987 (9) | 1988 (9) | 1989 (9) | 1990 (9) | 1991 (7)                                                 | 1992 (7)                                               | 1993 (7) |
| Belgia            | –                                                        | –        | –        | –        | –        | –        | –        | –        | –                                                                                              | –        | –        | –        | –        | –        | –        | –        | –        | •        | •        | •        | –        | –                                                        | –                                                      | –        |
| Bułgaria          | •                                                        | •        | –        | –        | –        | –        | –        | –        | –                                                                                              | •        | •        | •        | •        | •        | •        | •        | •        | •        | •        | •        | •        | •                                                        | –                                                      | –        |
| Francja           | –                                                        | –        | –        | –        | –        | –        | –        | –        | –                                                                                              | –        | –        | –        | –        | –        | –        | –        | •        | •        | •        | •        | •        | –                                                        | –                                                      | •        |
| Holandia          | –                                                        | –        | –        | –        | –        | •        | •        | •        | •                                                                                              | •        | •        | •        | •        | •        | •        | •        | •        | •        | •        | •        | •        | •                                                        | •                                                      | •        |
| Łotwa             | Reprezentacja nie brała udziału, była częścią ZSRR       | •        | •        |          |          |          |          |          |                                                                                                |          |          |          |          |          |          |          |          |          |          |          |          |                                                          |                                                        |          |
| NRD               | –                                                        | –        | –        | –        | –        | –        | –        | –        | –                                                                                              | –        | –        | –        | –        | –        | •        | –        | –        | –        | –        | –        | –        | Istnienie reprezentacji zakończone zjednoczeniem Niemiec |                                                        |          |
| Rumunia           | –                                                        | •        | –        | –        | –        | –        | –        | –        | –                                                                                              | ••       | –        | –        | –        | –        | –        | –        | –        | –        | –        | –        | –        | –                                                        | –                                                      | –        |
| Słowenia          | Reprezentacja nie brała udziału, była częścią Jugosławii | •        | •        |          |          |          |          |          |                                                                                                |          |          |          |          |          |          |          |          |          |          |          |          |                                                          |                                                        |          |
| Szwajcaria        | –                                                        | –        | –        | –        | –        | –        | –        | –        | –                                                                                              | –        | –        | •        | •        | –        | –        | –        | –        | –        | –        | –        | –        | –                                                        | –                                                      | –        |
| Ukraina           | Reprezentacja nie brała udziału, była częścią ZSRR i WNP | •        |          |          |          |          |          |          |                                                                                                |          |          |          |          |          |          |          |          |          |          |          |          |                                                          |                                                        |          |

|                                               | 1970 | 1971 | 1972 | 1973 | 1974 | 1975 | 1976 | 1977 | 1978 | 1979 | 1980 | 1981 | 1982 | 1983 | 1984 | 1985 | 1986 | 1987 | 1988 | 1989 | 1990 | 1991 | 1992 | 1993 |
| --------------------------------------------- | ---- | ---- | ---- | ---- | ---- | ---- | ---- | ---- | ---- | ---- | ---- | ---- | ---- | ---- | ---- | ---- | ---- | ---- | ---- | ---- | ---- | ---- | ---- | ---- |
| Liczba reprezentacji zgłoszonych do rozgrywek | 14   | 14   | 14   | 13   | 15   | 14   | 15   | 14   | 15   | 19   | 17   | 18   | 18   | 17   | 18   | 17   | 18   | 19   | 19   | 20   | 19   | 18   | 18   | 20   |